# Ruta Provincial 54 (Chubut)
La Ruta Provincial 54 es una carretera ubicada en la provincia del Chubut en Argentina. Recorre de este a oeste, en el ejido municipal rural de Comodoro Rivadavia. Posee una longitud de 42 km la cual está completamente de ripio, esta ruta sirve como conector a los aparatos individuales de bombeo <cigüeña>; administrados por YPF y empresas privadas como PAE. No se asienta ninguna localidad al borde de la ruta, solo en el empalme oeste.

## Localidades
Los pueblos y ciudades por los que pasa este ruta de este a oeste son:

### Provincia del Chubut
Recorrido: 42 km (km 0 a 42).
- Departamento Escalante: Holdich (km 42).